# オリンピックのボブスレー競技・メダリスト一覧
オリンピックボブスレー競技メダリスト一覧（オリンピックボブスレーきょうぎメダリストいちらん）は、1924年から2022年までのオリンピックボブスレー競技におけるメダリストの一覧である。

## 男子4人乗り
- 1928 - 5人乗り

| 大会名                              | 金 | 銀 | 銅 |
| ----------------------------------- | --- | --- | --- |
| 1924 シャモニー・モンブラン         | スイス (SUI) エドゥアルト・シェラー アルフレート・ヌブー アルフレート・シュレッピ ハインリッヒ・シュレッピ                | イギリス (GBR) ラルフ・ブルーム トマス・アーノルド アレクサンダー・リチャードソン ロドニー・ソアー                    | ベルギー (BEL) シャルル・ミュルデル ルネ・モルティー パウル・ファン・デン・ブルック ヴィクトル・ヴェルシューレン ヘンリ・ヴィレムス |
| 1928 サンモリッツ                   | アメリカ合衆国 (USA) ウィリアム・フィスク ナイオン・タッカー ジョフリー・メイソン クリフォード・グレイ リチャード・パーク | アメリカ合衆国 (USA) ジェニソン・ヒートン デビッド・グレンジャー ライマン・ハイン トーマス・ドウ ジェイ・オブライエン | ドイツ (GER) ハンス・キリアン ハンス・ヘス ゼバスティアン・フーバー ヴァレンティン・クレンプル ハンス・ネーグル                     |
| 1932 レークプラシッド               | アメリカ合衆国 (USA) ウィリアム・フィスク エディー・イーガン クリフォード・グレイ ジェイ・オブライエン                    | アメリカ合衆国 (USA) ヘンリー・ホンバーガー パーシー・ブライアント フランシス・スティーブンス エドモンド・ホートン    | ドイツ (GER) ハンス・メールホルン マックス・ルートヴィッヒ ハンス・キリアン ゼバスティアン・フーバー                                |
| 1936 ガルミッシュ・パルテンキルヘン | スイス (SUI) ピエール・ミュジー アーノルト・ガルトマン シャルル・ブヴィエ ヨーゼフ・ベーリ                                | スイス (SUI) レト・カパトルット ハンス・アイケーレ フリッツ・ファイアーアーベント ハンス・ビュティコーファー          | イギリス (GBR) フレデリック・マクエボイ ジェームス・カードノ ガイ・ダグデール チャールズ・グリーン                                  |
| 1948 サンモリッツ                   | アメリカ合衆国 (USA) フランシス・タイラー パトリック・マーティン エド・リムカス ウィリアム・ダミコ                        | ベルギー (BEL) マックス・ホーベン フレディ・マンスヴェルド ルイス＝ジョルジュ・ニールス ジャック・モーベ              | アメリカ合衆国 (USA) ジェームズ・ビックフォード トーマス・ヒックス ドナルド・デュプリー ウィリアム・デュプリー                      |
| 1952 オスロ                         | 西ドイツ (FRG) アンドレアス・オストラー フリードリヒ・クーン ローレンツ・ニーベール フランツ・ケムザー                    | アメリカ合衆国 (USA) スタンリー・ベンハム パトリック・マーティン ハワード・クロセット ジェームズ・アトキンソン        | スイス (SUI) フリッツ・ファイアーアーベント アルベルト・マデーリン アンドレ・フィリッピーニ シュテファン・ヴァザー                  |
| 1956 コルチナ・ダンペッツオ         | スイス (SUI) フランツ・カプス ゴットフリート・ディーナー ローベルト・アルト ハインリッヒ・アングスト                      | イタリア (ITA) ユージェニオ・モンティ ウルリコ・ジラルディ レンツォ・アルヴェーラ レナート・モチェリーニ              | アメリカ合衆国 (USA) アーサー・タイラー ウィリアム・ドッジ チャールズ・バトラー ジェームス・ラミー                                  |
| 1960 スコーバレー                   | 実施せず | 実施せず | 実施せず |
| 1964 インスブルック                 | カナダ (CAN) ビクター・エメリー ピーター・カービー ダグラス・アナキン ジョン・エメリー                                    | オーストリア (AUT) エルヴィン・ターラー アドルフ・コクシーダー ヨゼフ・ナイルズ レインホルト・デュルンターラー        | イタリア (ITA) ユージェニオ・モンティ セルジオ・ジオーパエス ベニート・リゴーニ ジルド・ジオーパエス                                |
| 1968 グルノーブル                   | イタリア (ITA) ユージェニオ・モンティ ルチアノ・デ・パオリス ロベルト・ツァンドネラ マリオ・アルマノ                      | オーストリア (AUT) エルヴィン・ターラー レインホルト・デュルンターラー ヘルベルト・グルーバー ヨセフ・エダー          | スイス (SUI) ユアン・ウィッキ ハンス・キャンドリアン ヴィリ・ホフマン ヴァルター・グラフ                                            |
| 1972 札幌                           | スイス (SUI) ユアン・ウィッキ エディ・フーバッカー ハンス・レウテンエッガー ヴァルナー・カミヒェル                        | イタリア (ITA) ネヴィオ・デ・ゾルド ジアニ・ボニチョン アドリアーノ・フラッシネッリ コロラド・ダル・ファブロ          | 西ドイツ (FRG) ヴォルフガング・ツィマラー ペーター・ウッツシュナイダー シュテファン・ガイスライター ヴァルター・シュタインバウアー  |
| 1976 インスブルック                 | 東ドイツ (GDR) マインハルト・ネーマー ヨッヘン・バボック ベルンハルト・ジャーメスハウゼン ベルンハルト・レーマン          | スイス (SUI) エーリヒ・シェーラー ウルリッヒ・ベッヒュリ ルドルフ・マルティ ヨーゼフ・ベンツ                          | 西ドイツ (FRG) ヴォルフガング・ツィマラー ペーター・ウッツシュナイダー ボド・ビットナー マンフレート・シューマン                    |
| 1980 レークプラシッド               | 東ドイツ (GDR) マインハルト・ネーマー ボドガン・ムシオル ベルンハルト・ジャーメスハウゼン ハンス＝ユルゲン・ゲルハルト    | スイス (SUI) エーリヒ・シェーラー ウルリッヒ・ベッヒュリ ルドルフ・マルティ ヨーゼフ・ベンツ                          | 東ドイツ (GDR) ホルスト・シェーナウ ローラント・ヴェツィヒ デトレフ・リヒター アンドレアス・キルヒナー                              |
| 1984 サラエボ                       | 東ドイツ (GDR) ヴォルフガング・ホッペ ローラント・ヴェツィヒ ディートマ・シャウエウハマー アンドレアス・キルヒナー        | 東ドイツ (GDR) ベルンハルト・レーマン ボドガン・ムシオル インゴ・ボージ エーベルハルト・ヴァイゼ                      | スイス (SUI) シルビオ・ジョベリーナ ハインツ・シュテットラー ウルス・ザルツマン リコ・フライヤーミュース                            |
| 1988 カルガリー                     | スイス (SUI) エッケハルト・ファッサー クルト・マイヤー マルセル・フェスラー ヴェルナー・ストッカー                        | 東ドイツ (GDR) ヴォルフガング・ホッペ ディートマ・シャウエウハマー ボドガン・ムシオル インゴ・ボージ                  | ソビエト連邦 (URS) ジャニス・キプルス グンチス・オシス ジュリス・トン ウラジミール・コスロフ                                        |
| 1992 アルベールビル                 | オーストリア (AUT) インゴ・アペルト ハラルト・ヴィンクラー ゲルハルト・ハイダッハー トーマス・シュロール                  | ドイツ (GER) ヴォルフガング・ホッペ ボドガン・ムシオル アクセル・キューン レネ・ハンネマン                            | スイス (SUI) グスタフ・ヴェダー ドナット・アクリン ロンレンツ・シンデルホルツ カーディン・モレル                                    |
| 1994 リレハンメル                   | ドイツ (GER) ハラルト・シューダイ カルステン・ブラナッシュ オラフ・ハンペル アレクサンダー・ゼーリッヒ                    | スイス (SUI) グスタフ・ヴェダー ドナット・アクリン クルト・マイヤー ドメニコ・セメラーロ                              | ドイツ (GER) ヴォルフガング・ホッペ ウルフ・ヒールシャー レネ・ハンネマン カルステン・エンバッハ                                    |
| 1998 長野                           | ドイツ (GER) クリストフ・ランゲン マークス・ツィンマーマン マルコ・ヤコブス オラフ・ハンペル                              | スイス (SUI) マルセル・ローナー マルクス・ニュスリ マルクス・ヴァッサー ベアト・サイツ                                | フランス (FRA) ブルーノ・ミネオン エマニュエル・オスターシュ エリック・ル・シャノニー マックス・ロベール                            |
| 1998 長野                           | ドイツ (GER) クリストフ・ランゲン マークス・ツィンマーマン マルコ・ヤコブス オラフ・ハンペル                              | スイス (SUI) マルセル・ローナー マルクス・ニュスリ マルクス・ヴァッサー ベアト・サイツ                                | イギリス (GBR) ショーン・オルソン ディーン・ウォード コートニー・ランボルト ポール・アトウッド                                      |
| 2002 ソルトレークシティ             | ドイツ (GER) アンドレ・ランゲ エンリコ・キューン ケビン・クスケ カルステン・エンバッハ                                    | アメリカ合衆国 (USA) トッド・ヘイズ ランディ・ジョーンズ ビル・シュッフェンハウエル ギャレット・ハインズ              | アメリカ合衆国 (USA) ブライアン・シャイマー マイク・コーン ダグ・シャープ ダン・スティール                                          |
| 2006 トリノ                         | ドイツ (GER) ケビン・クスケ レネ・ホッペ マルティン・プッツェ アンドレ・ランゲ                                            | ロシア (RUS) アレクセイ・ヴォエヴォダ アレクセイ・セリベルストフ フィリップ・エゴロフ アレクサンドル・ズブコフ        | スイス (SUI) マルティン・アネン セドリック・グラン トーマス・ランパルター ベアト・ヘフティ                                          |
| 2010 バンクーバー                   | アメリカ合衆国 (USA) スティーブン・ホルコム ジャスティン・オルセン スティーブ・メスラー カーティス・トマセビツ            | ドイツ (GER) アンドレ・ランゲ アレクサンダー・レーディガー ケビン・クスケ マルティン・プッツェ                        | カナダ (CAN) リンドン・ラッシュ クリス・ルビアン デービッド・ビセット ラッセルズ・ブラウン                                          |
| 2014 ソチ                           | ラトビア (LAT) オスカルス・メルバルディス アルビス・ビルカステ ダウマンツ・ドレイシュケンス ヤニス・ストレンガ            | アメリカ合衆国 (USA) スティーブン・ホルコム スティーブン・ラングトン カーティス・トマセービクツ クリストファー・フォ  | イギリス (GBR) ジョン・ジェームス・ジャクソン スチュアート・ベンソン ブルース・タスカー ジョエル・フィアロン                        |
| 2018 平昌                           | ドイツ (GER) フランチェスコ・フリードリッヒ キャンディ・バウアー マルティン・グロートコップ トルステン・マルギス          | ドイツ (GER) ニコ・ヴァルター ケビン・クスケ アレクサンダー・レーディガー エリック・フランケ                          | 該当者なし |
| 2018 平昌                           | ドイツ (GER) フランチェスコ・フリードリッヒ キャンディ・バウアー マルティン・グロートコップ トルステン・マルギス          | 韓国 (KOR) 元允宗 全政麟 徐英瑀 金東炫                                                                                | 該当者なし |
| 2022 北京                           | ドイツ (GER) フランチェスコ・フリードリヒ トルステン・マルギス キャンディ・バウアー アレクサンダー・シューラー            | ドイツ (GER) ヨハネス・ロフナー フローリアン・バウアー クリストファー・ウェーバー クリスティアン・ラスプ              | カナダ (CAN) ジャスティン・クリップス ライアン・ソマー キャム・ストーンズ ベンジャミン・コークウェル                                |

## 男子2人乗り
| 大会名                              | 金                                                                             | 銀                                                                               | 銅                                                                           |
| ----------------------------------- | ------------------------------------------------------------------------------ | -------------------------------------------------------------------------------- | ---------------------------------------------------------------------------- |
| 1932 レークプラシッド               | ヒューバート・スティーブンス and カーチス・スティーブンス アメリカ合衆国 (USA) | レト・カパトルット and オスカー・ガイヤー スイス (SUI)                           | ジョン・ヒートン and ロバート・ミントン アメリカ合衆国 (USA)                 |
| 1936 ガルミッシュ・パルテンキルヘン | イヴァン・ブラウン and アラン・ウォッシュボンド アメリカ合衆国 (USA)           | フリッツ・ファイアーアーベント and ヨーゼフ・ベーリ スイス (SUI)                 | ギルバート・コルゲート and リチャード・ローレンス アメリカ合衆国 (USA)       |
| 1948 サンモリッツ                   | フェリックス・エンドリッヒ and フリードリッヒ・ヴェラー スイス (SUI)           | フリッツ・ファイアーアーベント and パウル・エーベルハルト スイス (SUI)           | フレデリック・フォーチュン and シュイラー・キャロン アメリカ合衆国 (USA)     |
| 1952 オスロ                         | アンドレアス・オストラー and ローレンツ・ニーベール 西ドイツ (FRG)             | スタンリー・ベンハム and パトリック・マーティン アメリカ合衆国 (USA)             | フリッツ・ファイアーアーベント and シュテファン・ヴァザー スイス (SUI)       |
| 1956 コルチナ・ダンペッツオ         | ランベルト・ダッラ・コスタ and ジャコモ・コンティ イタリア (ITA)               | ユージェニオ・モンティ and レンツォ・アルヴェーラ イタリア (ITA)                 | マックス・アングスト and ハリー・ヴァールブルトン スイス (SUI)               |
| 1960 スコーバレー                   | 実施せず                                                                       | 実施せず                                                                         | 実施せず                                                                     |
| 1964 インスブルック                 | トニー・ナッシュ and ロビン・ディクソン イギリス (GBR)                         | セルジオ・ザルディーニ and ロマーノ・ボナグーラ イタリア (ITA)                   | ユージェニオ・モンティ and セルジオ・ジオーパエス イタリア (ITA)             |
| 1968 グルノーブル                   | ユージェニオ・モンティ and ルチアノ・デ・パオリス イタリア (ITA)               | ホルスト・フロート and ペピ・バーダー 西ドイツ (FRG)                             | イオン・パンツル and ニコラエ・ネアゴエ ルーマニア (ROM)                     |
| 1972 札幌                           | ヴォルフガング・ツィマラー and ペーター・ウッツシュナイダー 西ドイツ (FRG)     | ホルスト・フロート and ペピ・バーダー 西ドイツ (FRG)                             | ユアン・ウィッキ and エディ・フーバッカー スイス (SUI)                       |
| 1976 インスブルック                 | マインハルト・ネーマー and ベルンハルト・ジャーメスハウゼン 東ドイツ (GDR)     | ヴォルフガング・ツィマラー and マンフレート・シューマン 西ドイツ (FRG)           | エーリヒ・シェーラー and ヨーゼフ・ベンツ スイス (SUI)                       |
| 1980 レークプラシッド               | エーリヒ・シェーラー and ヨーゼフ・ベンツ スイス (SUI)                         | ベルンハルト・ジャーメスハウゼン and ハンス＝ユルゲン・ゲルハルト 東ドイツ (GDR) | マインハルト・ネーマー and ボグダン・ムジョル 東ドイツ (GDR)                 |
| 1984 サラエボ                       | ヴォルフガング・ホッペ and ディートマ・シャウエウハマー 東ドイツ (GDR)         | ベルンハルト・レーマン and ボグダン・ムジョル 東ドイツ (GDR)                     | ジンティス・エクマニス and ウラジミール・アレクサンドロフ ソビエト連邦 (URS) |
| 1988 カルガリー                     | ジャニス・キプルス and ウラジミール・コスロフ ソビエト連邦 (URS)               | ヴォルフガング・ホッペ and ボグダン・ムジョル 東ドイツ (GDR)                     | ベルンハルト・レーマン and マリオ・ホイヤー 東ドイツ (GDR)                   |
| 1992 アルベールビル                 | グスタフ・ヴェダー and ドナット・アクリン スイス (SUI)                         | ルドルフ・ロホナー and マルクス・ツィンマーマン ドイツ (GER)                     | クリストフ・ランゲン and ギュンター・エガー ドイツ (GER)                     |
| 1994 リレハンメル                   | グスタフ・ヴェダー and ドナット・アクリン スイス (SUI)                         | レト・ゲーシ and グイード・アクリン スイス (SUI)                                 | ギュンター・フーバー and ステファノ・ティッチ イタリア (ITA)                 |
| 1998 長野                           | ピエール・ルーダーズ and デビッド・マクエイカーン カナダ (CAN)                 | 該当者なし                                                                       | クリストフ・ランゲン and マークス・ツィンマーマン ドイツ (GER)               |
| 1998 長野                           | ギュンター・フーバー and アントニオ・タルタリア イタリア (ITA)                 | 該当者なし                                                                       | クリストフ・ランゲン and マークス・ツィンマーマン ドイツ (GER)               |
| 2002 ソルトレークシティ             | クリストフ・ランゲン and マークス・ツィンマーマン ドイツ (GER)                 | クリストフ・ライヒ and スティーブ・アンダーハブ スイス (SUI)                     | マルティン・アネン and ベアト・ヘフティ スイス (SUI)                         |
| 2006 トリノ                         | ケビン・クスケ and アンドレ・ランゲ ドイツ (GER)                               | ピエール・ルーダーズ and ラッセルズ・ブラウン カナダ (CAN)                       | マルティン・アネン and ベアト・ヘフティ スイス (SUI)                         |
| 2010 バンクーバー                   | アンドレ・ランゲ and ケビン・クスケ ドイツ (GER)                               | トーマス・フロルシュッツ and リヒャルト・アジェイ ドイツ (GER)                   | アレクサンドル・ズブコフ and アレクセイ・ヴォエヴォダ ロシア (RUS)           |
| 2014 ソチ                           | ベアト・ヘフティ and アレックス・ボーマン スイス (SUI)                         | スティーブン・ホルコム and スティーブン・ラングトン アメリカ合衆国 (USA)         | オスカルス・メルバルディス and ダウマンツ・ドレイシュケンス ラトビア (LAT)   |
| 2018 平昌                           | カナダ (CAN) ジャスティン・クリップス アレクサンダー・コパチ                   | 該当者なし                                                                       | ラトビア (LAT) オスカルス・メルバルディス ヤーニス・ストレンガ               |
| 2018 平昌                           | ドイツ (GER) フランチェスコ・フリードリッヒ トルステン・マルギス               | 該当者なし                                                                       | ラトビア (LAT) オスカルス・メルバルディス ヤーニス・ストレンガ               |
| 2022 北京                           | ドイツ (GER) フランチェスコ・フリードリヒ トルステン・マルギス                 | ドイツ (GER) ヨハネス・ロフナー フローリアン・バウアー                           | ドイツ (GER) クリストフ・ハーファー マティアス・ゾマー                       |

## 女子2人乗り
| 大会名                  | 金                                                                   | 銀                                                                 | 銅                                                                     |
| ----------------------- | -------------------------------------------------------------------- | ------------------------------------------------------------------ | ---------------------------------------------------------------------- |
| 2002 ソルトレークシティ | ジル・バッケン and ボネッタ・フラワーズ アメリカ合衆国 (USA)         | サンドラ・キリアシス and ウルリケ・ホルツナー ドイツ (GER)         | スージー＝リサ・エルドマン and ニコル・ヘルシュマン ドイツ (GER)       |
| 2006 トリノ             | アニャ・シュナイダーハインツェ and サンドラ・キリアシス ドイツ (GER) | ショーナ・ローボック and バレリー・フレミング アメリカ合衆国 (USA) | ゲルダ・バイセンシュタイナー and ジェニフェル・イサッコ イタリア (ITA) |
| 2010 バンクーバー       | ケーリー・ハンフリーズ and ヘザー・モイズ カナダ (CAN)               | ヘレン・アッパートン and シェリー＝アン・ブラウン カナダ (CAN)     | エリン・パック and エラナ・マイヤーズ アメリカ合衆国 (USA)             |
| 2014 ソチ               | ケーリー・ハンフリーズ and ヘザー・モイズ カナダ (CAN)               | エラナ・マイヤーズ and ローリン・ウィリアムズ アメリカ合衆国 (USA) | ジェイミー・グルーベル and アジャ・エバンス ロシア (RUS)               |
| 2018 平昌               | ドイツ (GER) マリアマ・ヤマンカ リザ・ブックウィッツ                 | アメリカ合衆国 (USA) エラナ・マイヤーズ・テイラー ローレン・ギブス | カナダ (CAN) ケーリー・ハンフリーズ フィリシア・ジョージ               |
| 2022 北京               | ドイツ (GER) ラウラ・ノルテ デボラ・レヴィ                           | ドイツ (GER) マリアマ・ヤマンカ アレクサンドラ・ブルクハルト       | アメリカ合衆国 (USA) エラナ・マイヤーズ・テイラー シルビア・ホフマン   |

## 女子1人乗り
| 大会名    | 金                                          | 銀                                                | 銅                                      |
| --------- | ------------------------------------------- | ------------------------------------------------- | --------------------------------------- |
| 2022 北京 | ケーリー・ハンフリーズ アメリカ合衆国 (USA) | エラナ・マイヤーズ・テイラー アメリカ合衆国 (USA) | クリスティン・デ・ブルイン カナダ (CAN) |